# Český ráj

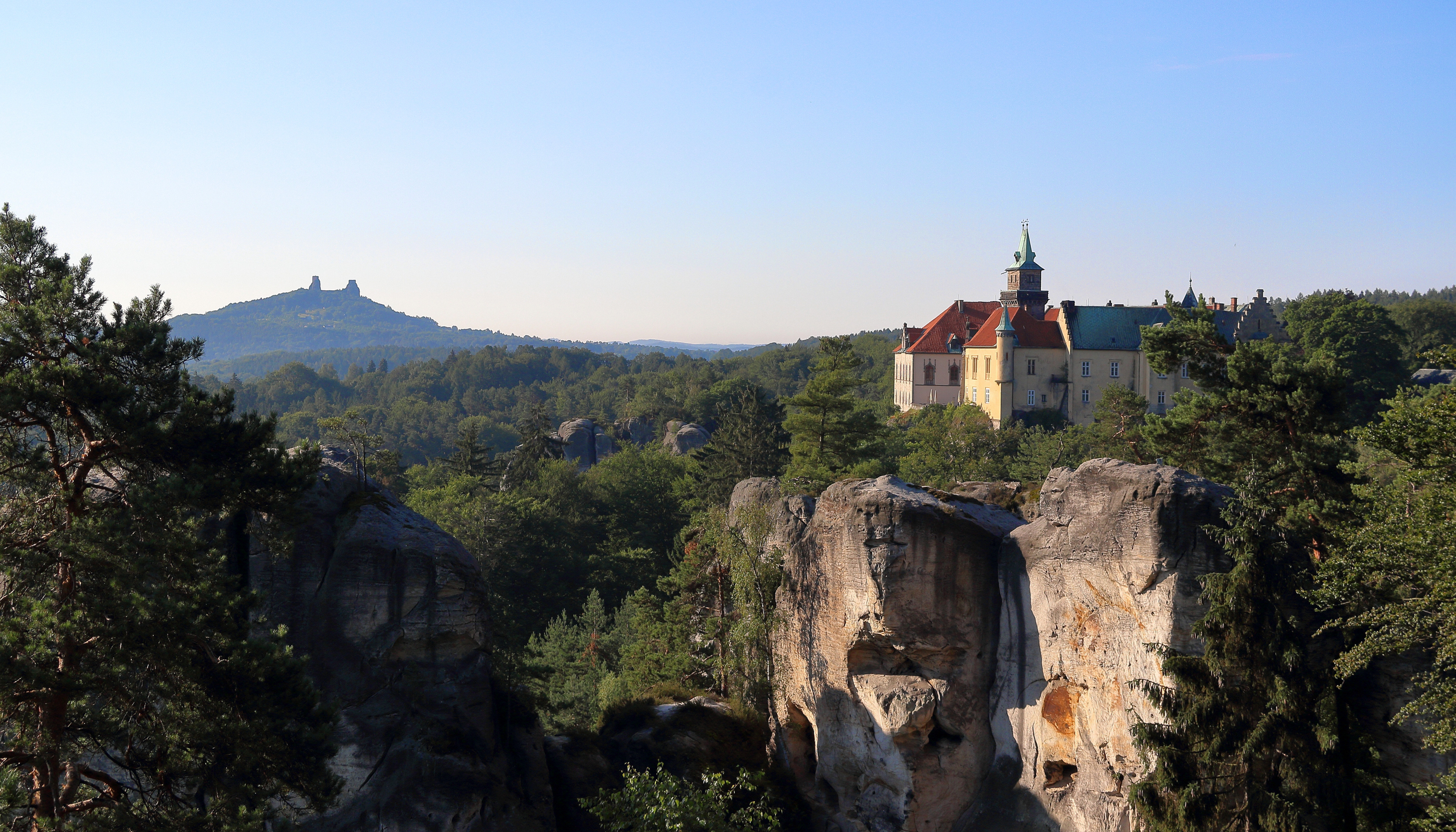
Das Schloss Hrubá Skála im Vordergrund, mit der Burgruine Trosky, dem Symbol des böhmischen Paradieses, im Hintergrund.

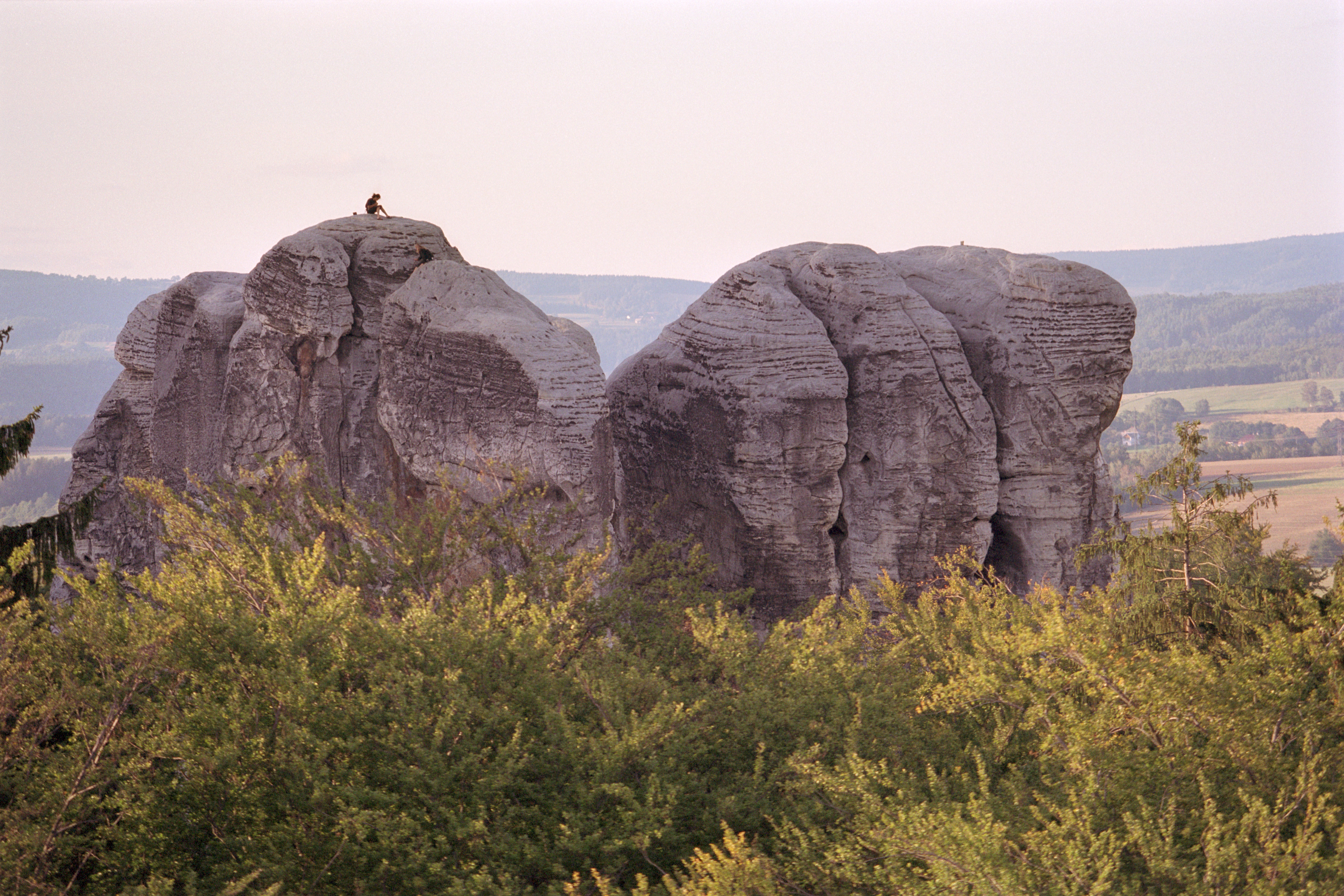
Die Drachenfelsen in Hrubá Skála

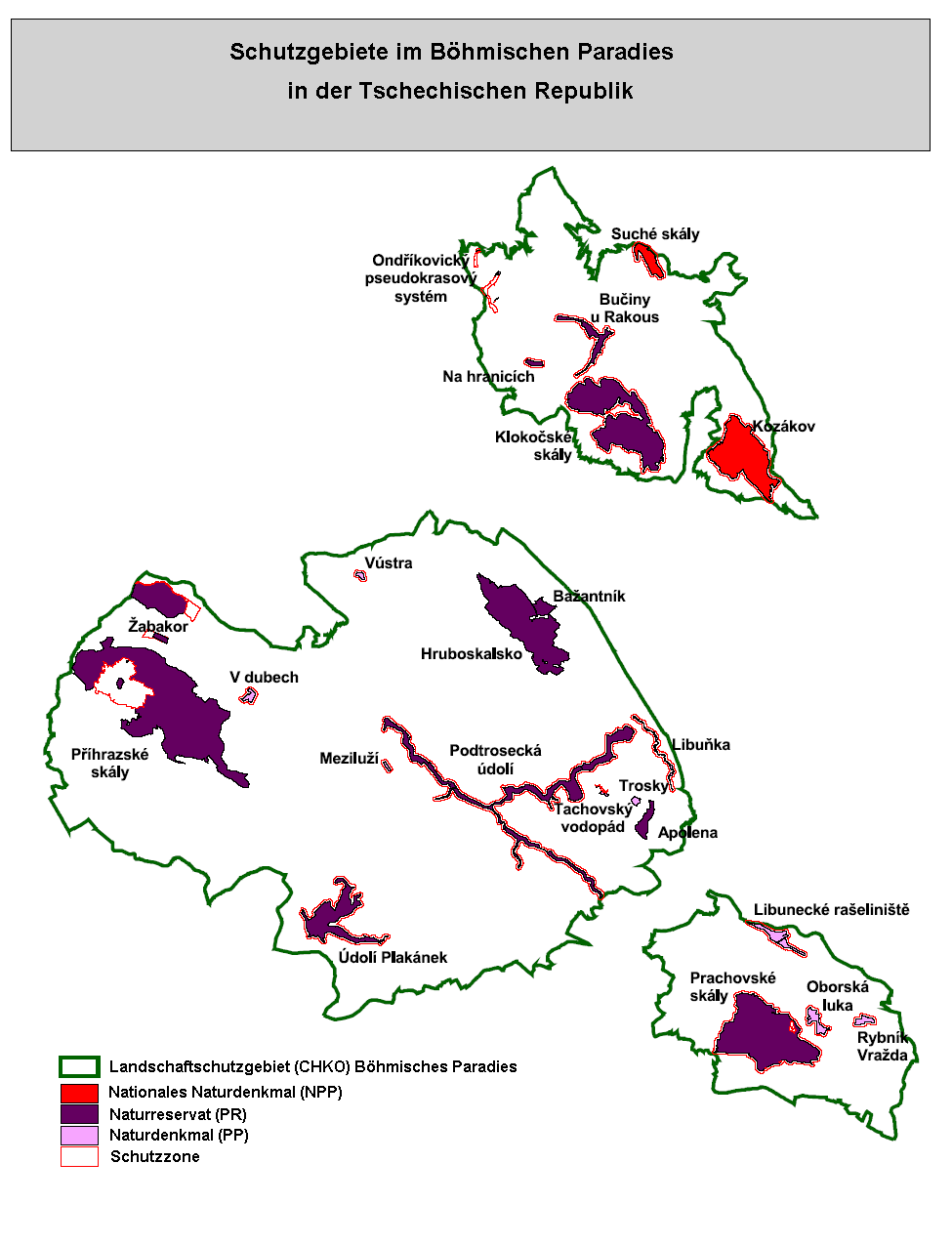
Übersichtsplan der Schutzgebiete im Böhmischen Paradies

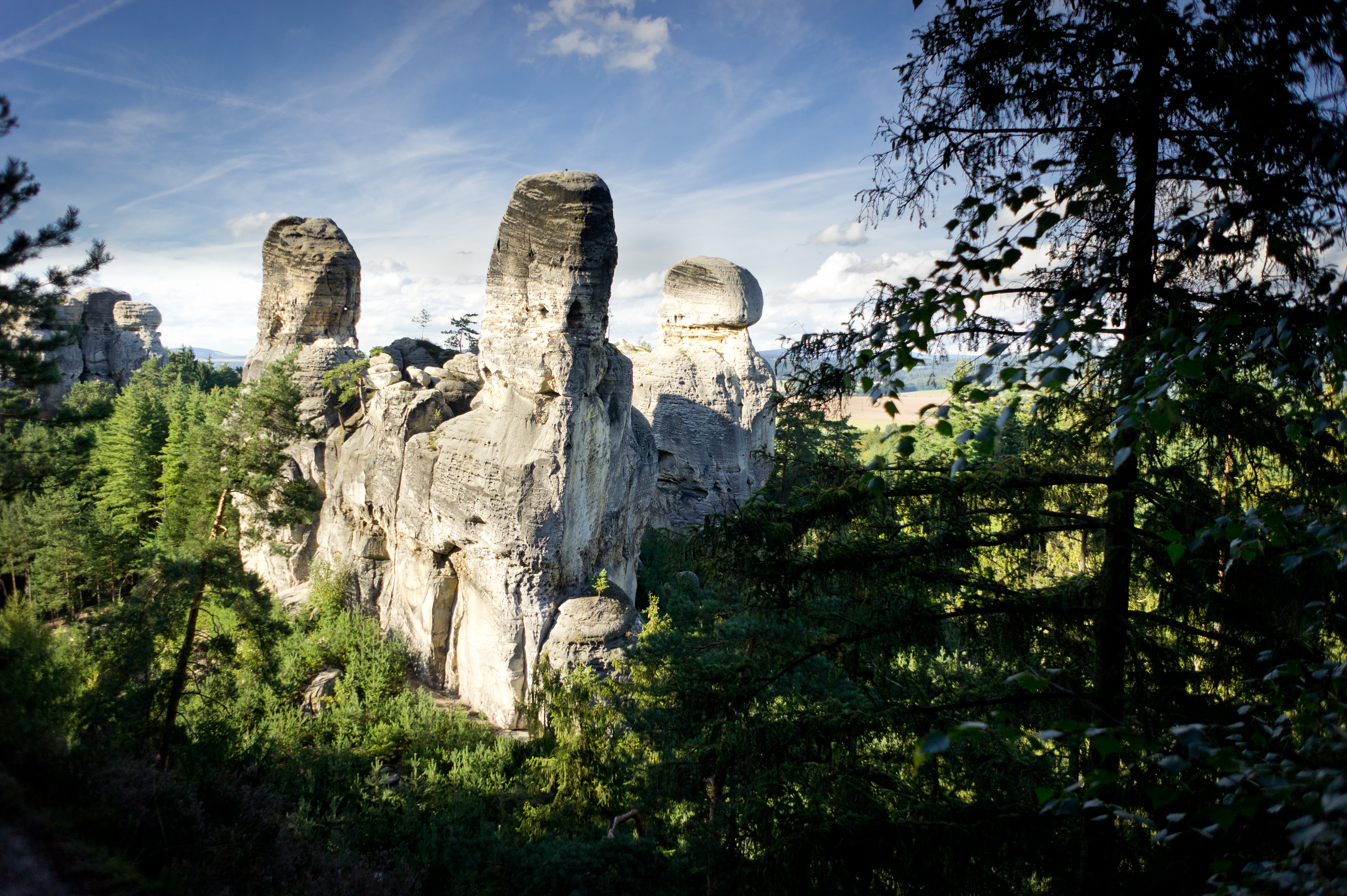
Die Felsenstadt Hruboskalsko

Das Český ráj (deutsch Böhmisches Paradies) ist eine Mittelgebirgslandschaft im Nordosten Tschechiens am Mittellauf der Jizera. Geprägt ist die Landschaft vor allem durch die bekannten „Felsenstädte“ aus Sandstein. Seit 1955 steht ein Teil der Region als Landschaftsschutzpark Český ráj unter Naturschutz und ist damit das älteste großräumige Schutzgebiet des Landes. Wegen der besonderen geologischen Struktur wurde die Region 2005 in die Netze der europäischen und der globalen Geoparks aufgenommen, seit 2015 ist sie ein UNESCO Global Geopark. Das Symbol des böhmischen Paradieses ist die Burg Trosky.

## Beschreibung

### Lage und Ausdehnung
Das Landschaftsschutzgebiet ist 181,5 km² groß. Die Fläche gehört zu vorwiegend kleinen ländlichen Gemeinden in Teilen der Kreise Semily, Mladá Boleslav und Jičín. Eine genaue Grenze für die Region gibt es jedoch nicht. In Aufsätzen, Büchern und Liedern werden Städte wie Mladá Boleslav, Bezděz, Český Dub und Sychrov im Westen, Bozkov im Norden, Nová Paka und Konecchlumí im Osten sowie Kopidlno, Staré Hrady und Libáň im Süden zur Region gezählt.
Das geschützte Gebiet besteht aus drei getrennten Teilen. Der 2005 ausgewiesene Geopark verbindet sie und bezieht auch die umliegende, nicht geschützte Landschaft ein. Er dehnt sich auf 700 km² aus. Zu der Touristischen Region Český ráj zählt schließlich auch das weitere Umland mit 126 Gemeinden und einer Gesamtfläche von 1091 km². Im Osten grenzt die Region an das Vorland des Riesengebirges, im Norden geht die hügelige Landschaft in das Isergebirge über. Westlich schließen sich die bewaldeten Flächen der Ralská Pahorkatina an. Die Landschaft im Süden, die zur Böhmischen Pfanne gehört, ist eben und landwirtschaftlich geprägt.

### Geografie und Geologie
Das Böhmische Paradies gehört der Gebirgsformation Böhmische Tafel (Česká tabule) an. Sedimente des mesozoischen Meeres bilden den Untergrund für Sandsteinfelsen, die in der späten Kreidezeit entstanden sind. Die Sandsteinformationen bilden ausgedehnte Plateaus, welche etwa mit den Felsgebieten der Sächsischen Schweiz vergleichbar sind. Die bekanntesten Felsenstädte sind Hruboskalsko, Prachovské skály, Příhrazské skály, die Klokočské skály und Betlémské skály.
Die Sandsteinplateaus werden von tiefen Schluchten durchbrochen. Dazu kommen vereinzelte, aber markante vulkanische Kegelberge, ausgedehnte Wälder, Kulturland und in die Natur eingebettete Teiche, darunter der Oborský rybník mit 11,4 ha Wasserfläche. Gute Fernsicht hat man von den Aussichtspunkten auf den höchsten Bergen Kozákov (744 m) und Kopanina (657 m).

### Flora und Fauna
In der Landwirtschaft ist der Ackerbau vorherrschend, Weideland ist seltener anzutreffen. In den Wäldern dominieren Nadelholzgewächse. Stellenweise sind noch Laubmischwälder erhalten. Wertvolle Wildpflanzenbestände finden sich besonders in den Schluchtenwäldern und Feuchtgebieten. In den Felsen finden Uhus, Falken, Kolkraben und Steinmarder günstige Bedingungen vor, in den Feuchtgebieten können Eisvögel, Weißstörche und Graureiher beobachtet werden. Das böhmische Paradies ist keine unberührte Natur-, sondern eine seit mehreren Jahrtausenden bewohnte und kultivierte Kulturlandschaft, deren Wert vor allem in der typischen Prägung durch die Sandsteinfelsen gesehen wird. In der Region haben sich nie größere Industriebetriebe angesiedelt. Ökologische Gefahren drohen besonders durch die Landwirtschaft und den Bergsport-Tourismus.

## Geschichte
Die Region ist seit der Jungsteinzeit besiedelt. Die frühesten Siedlungen beschränkten sich auf die fruchtbaren Talebenen, die Felsen blieben mit Ausnahme der Skály na Mužském unbewohnt. Auf dem Berg Kozákov bestanden Werkstätten für die Verarbeitung von Jaspis. Um 1100 v. Chr. bildete sich ein dichtes Netz von Siedlungen der Lausitzer Kultur. Die Dörfer waren nur 1–2 Kilometer voneinander entfernt, und auch auf den Felsen und besonders in den Höhlen sind für diese Zeit zahlreiche Siedlungsspuren nachgewiesen. Befestigte Höhenburgen entstanden unter anderem auf dem Berg Mužský, in Hrubá skála und in Prachovské skály. Das System der gut geschützten und strategisch günstig gelegenen Wehrsiedlungen blieb zum Teil bis ins Mittelalter in Gebrauch, allerdings ohne dass sich eine Siedlungskontinuität feststellen lässt.
Spätestens ab dem 11. Jahrhundert n. Chr. wandelte sich die Siedlungsstruktur. In den Höhenlagen errichtete der lokale Adel zahlreiche befestigte Herrensitze und Burgen, die das Landschaftsbild bis heute prägen.
Die touristische Erschließung der Region begann im frühen 19. Jahrhundert in der Gegend von Nová Ves (deutsch Wartenberg), ab 1966 genannt Sedmihorky. Das 1841 dort gegründete Luft- und Kaltwasserbad: Lázně Sedmihorky, benannt nach der Mineralquelle „Sedmihorka“, bot den Gästen besonders reine Luft und einige kalte Heilquellen, von denen die Aloisienquelle die bedeutendste ist. Einer der ersten Gäste, der tschechische Dichter Karel Havlíček Borovský, prägte noch im gleichen Jahr die Bezeichnung Böhmisches Paradies, die sich rasch einbürgerte und die diese Region noch heute trägt. Den ersten „Reiseführer durch das Böhmische Paradies“ schrieb 1885 Josef Zdenko Pryl auf Veranlassung des Gründers und Direktors des Kurbades Sedmihorky in Nová Ves, Dr. Antonín Vincenc Šlechta.
Viele böhmische Künstler ließen sich in Sedmihorky und Umgebung inspirieren. Der Komponist Bedřich Smetana verbrachte hier ein Gutteil seiner letzten Lebensjahre. 1876 bis 1884 hielt er sich in Jabkenice auf und komponierte hier u. a. „Tábor“ und „Blaník“, die letzten beiden sinfonischen Dichtungen aus dem Zyklus „Mein Vaterland“ (Má Vlast).

## Sehenswürdigkeiten

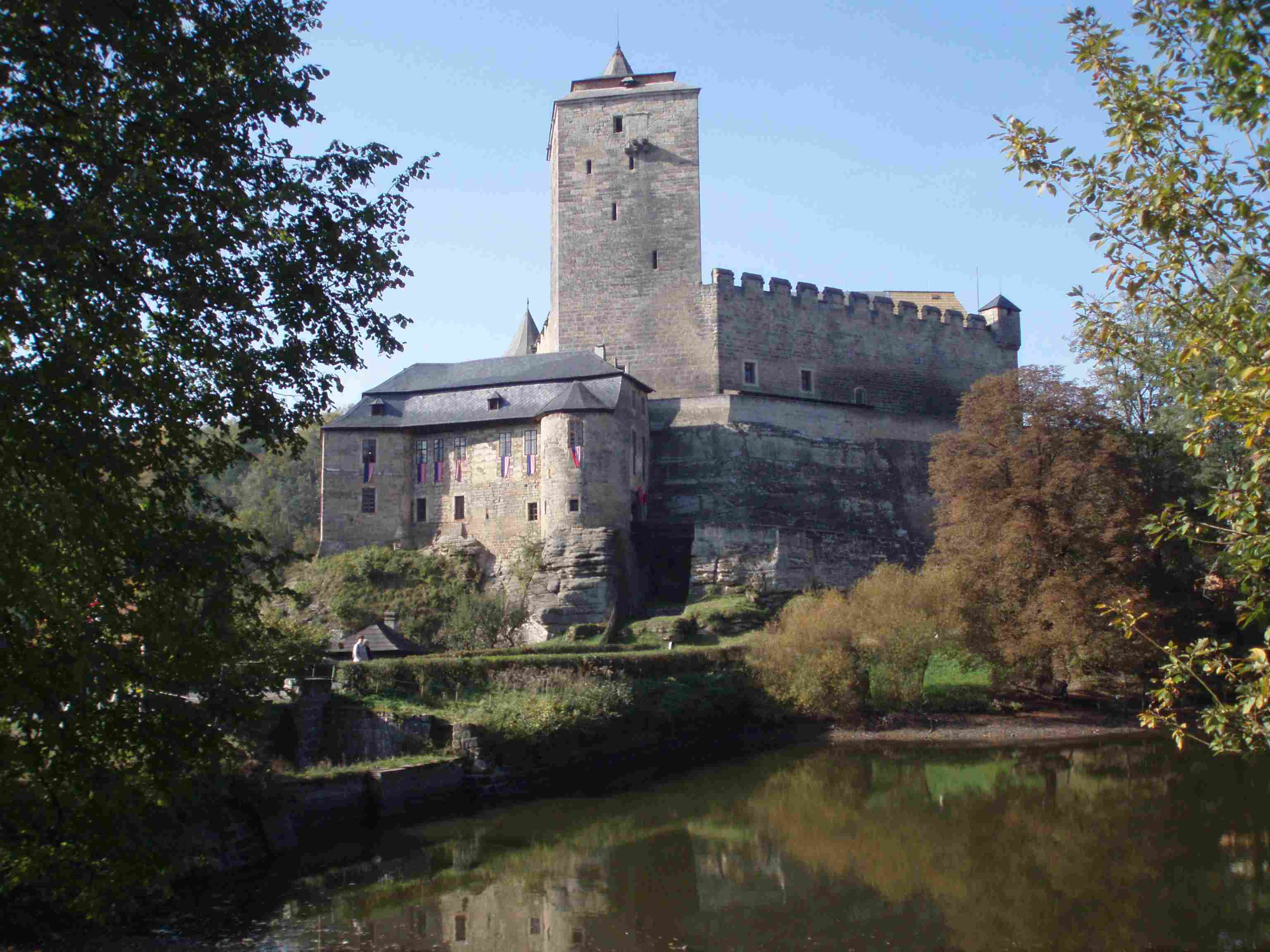
Burg Kost

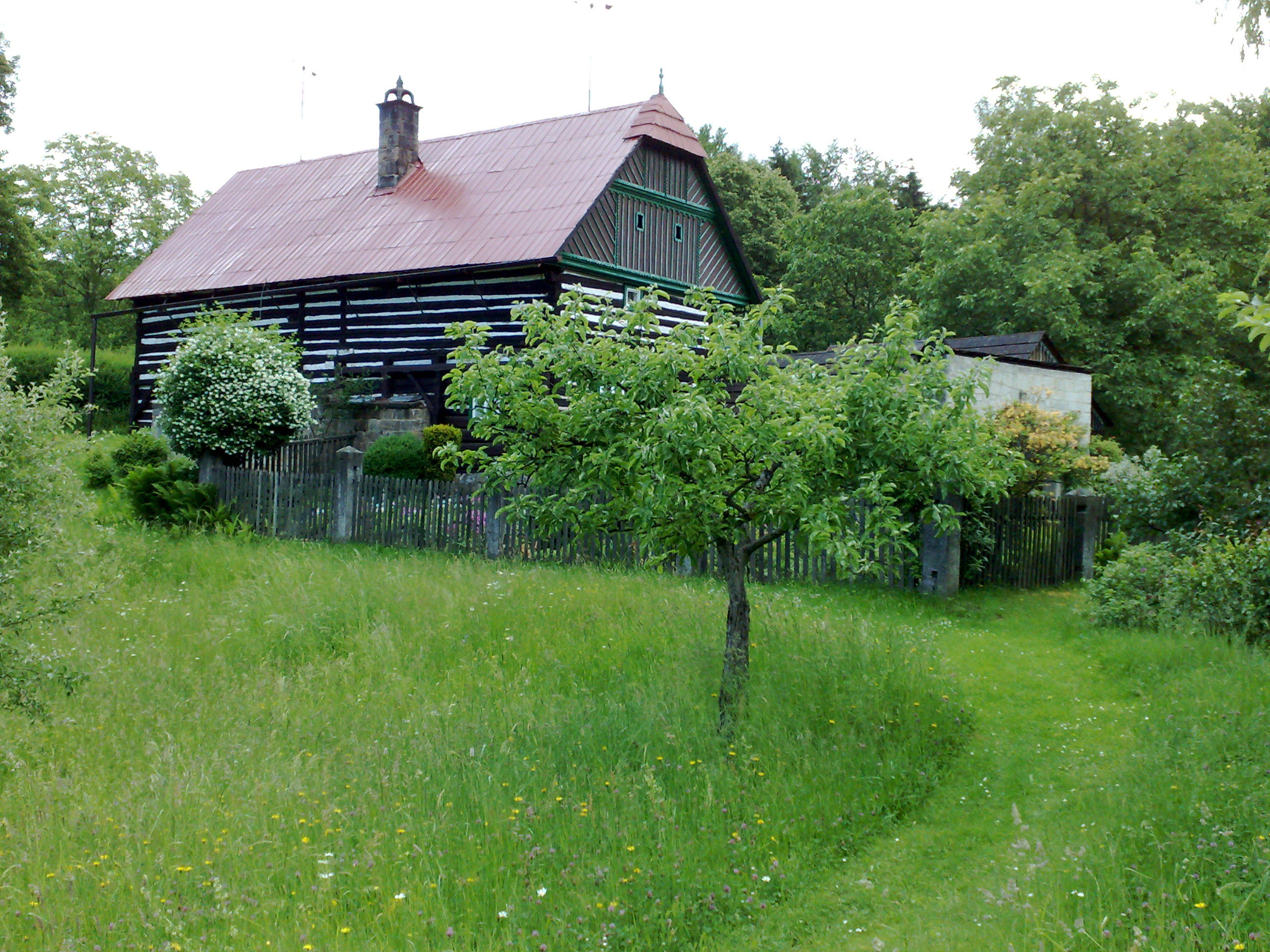
Kopicův statek, Volksarchitektur

In der Region befinden sich zahlreiche kulturelle und historische Denkmäler und Natursehenswürdigkeiten. Zu nennen sind die auf hohen Felsen gebauten Burgen Kost und Trosky, Vranov, Valdštejn, Zbiroh, Drábské světničky, Rotštejn, Valečov und die Schlösser Hrubá Skála, Hrubý Rohozec und Humprecht.
Als besonders landestypisch werden die Bauernhäuser in Blockbauweise betrachtet, bekanntestes Beispiel ist der Kopicův statek, zuvor Jirošova rychta, als Beispiel der Volksarchitektur in der Ortschaft Kacanovy, Okres Semily.

## Bergsport
Für Kletterer sind die Felsreviere Prachovské skály, Hrubá skála, Suché skály und Skály na Mužském interessant. Ein bedeutender Gipfel ist hier die Stute (Kobyla) in Příhrazy. Taktstock, Leuchtturm, Kapellmeister und die Drachenfelsen sind die wichtigsten Gipfel in der Hrubá skála. In Prachovské skály sind dies die Rabentürme, die Prachauer Nadel und die Prachauer Mütze. Geklettert wird hier schon seit den zwanziger Jahren des 20. Jahrhunderts, anfangs vorwiegend von Reichenberger und Dresdner Kletterern. Später, vor allem nach dem Zweiten Weltkrieg, kamen dann immer mehr einheimische tschechische Kletterer hinzu.
Zu beachten ist, dass nach Regen auf Grund des sehr weichen Gesteines 48 Stunden nicht geklettert werden darf. Ausnahme sind die Felsen der Suché skály, die aus sehr festem Sandstein bestehen.

## Orte
In der Mikroregion Český ráj haben sich die Gemeinden Sobotka, Mladějov, Troskovice, Libošovice, Olešnice, Hrubá Skála, Karlovice, Kacanovy, Ktová, Vyskeř, Osek, Dobšín, Branžež und Kněžmost zusammengeschlossen.